# (2304) Slavia
(2304) Slavia (1979 KB) – planetoida z pasa głównego asteroid okrążająca Słońce w ciągu 4,23 lat w średniej odległości 2,61 au. Odkryta 18 maja 1979 roku.